# وویچیخ کالاروس
وویچیخ کالاروس (لهستانی: Wojciech Kalarus؛ زادهٔ ۱۲ دسامبر ۱۹۶۸) بازیگر اهل لهستان است.
از فیلم‌ها یا مجموعه‌های تلویزیونی که وی در آن‌ها نقش داشته‌است، می‌توان به یک داستان بسیار کریسمسی، یک ورشویی، دختری از پستو، این دختران من، گوش آقای رئیس، عشق پیچیده، محکوم، زیبا و بیکار، ۱۹۸۳، راه‌های آزادی، فرابنفش، قرارداد، پزشکان، کمیسر آلکس، رنگ‌های خوشبختی، دستورالعمل زندگی، قانون حقیقی، دهن‌به‌دهن، پدر متیو، نشانه‌گذاری‌شده، دوران افتخار، دو روی سکه، تیم، پرستار کودک، ماگدا ام.، حوزه استحفاظی ۱۳، قسمت دوم، سال‌های شیرین، طایفه، والسا: مرد امید و اعتصاب اشاره نمود.